# 中心傍溝
中心傍溝（ちゅうしんぼうこう、英：paracentral sulcus）は、大脳の内側面にある脳溝のひとつ。前頭葉内側面の後部を上下方向に走る脳溝で、上前頭回の内側面の後端、および中心傍小葉の前端の境界を定める。帯状溝の分枝の一つとして中心傍枝（ちゅうしんぼうし、paracentral ramus）と呼ばれることもある。
中心傍溝の近傍には、サッケードと呼ばれる急速な眼球運動の制御に関わりを持つ補足眼野（Supplementary eye field、SEF）と呼ばれる領域がある。

## 関連画像

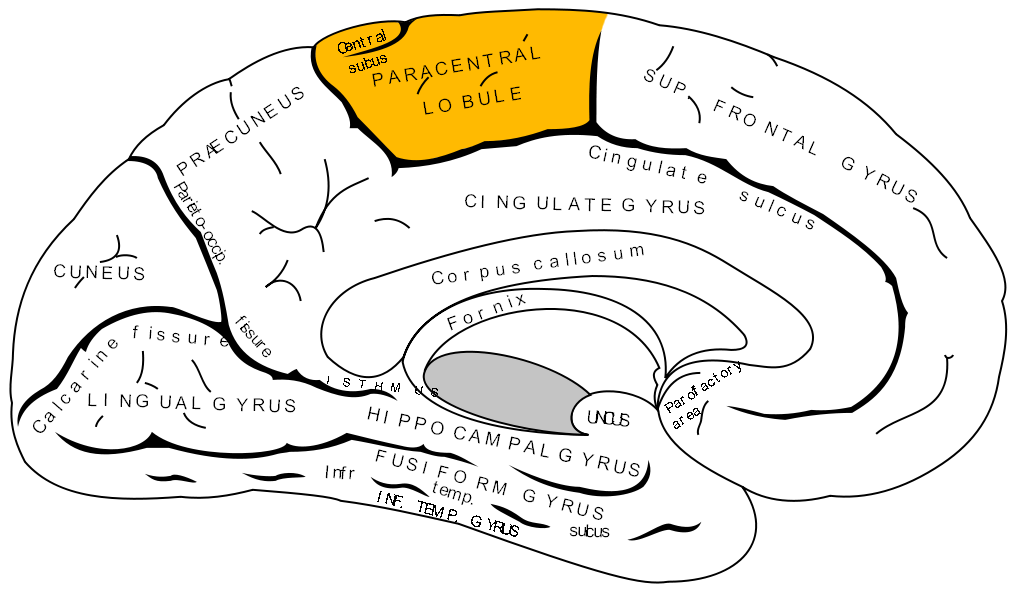
中心傍小葉。中心傍溝の後方に位置する脳回。
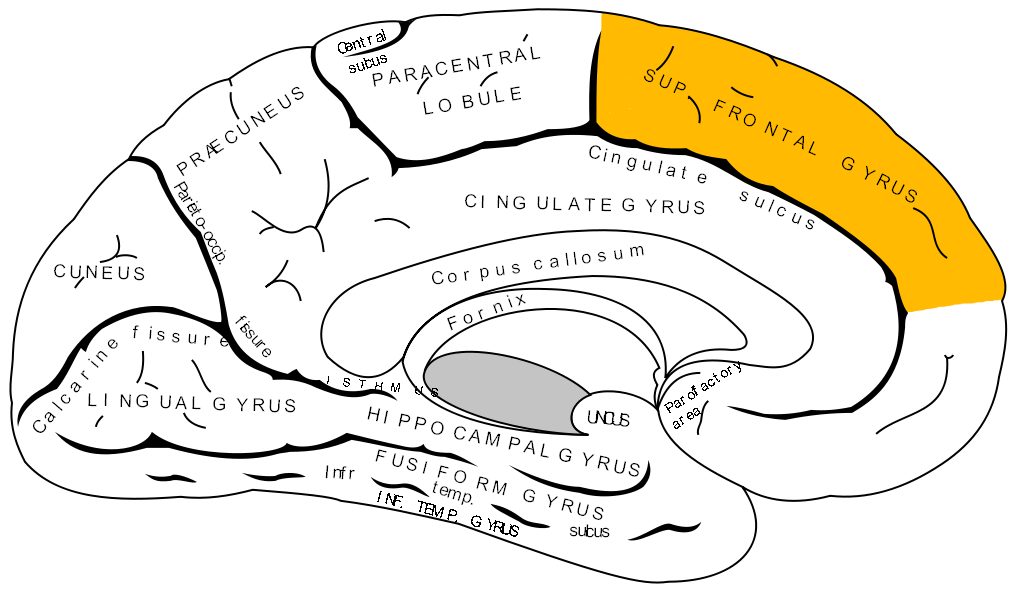
上前頭回。中心傍溝の前方に位置する脳回。
帯状溝。中心傍溝が接する、またはそれを一部に含む、内側面の脳溝。この図では中心傍溝を含む形で色づけされている。